# All Star Pro-Wrestling
All Star Pro-Wrestling (オールスター・プロレスリング?) è un videogioco di wrestling sviluppato e pubblicato da Square per PlayStation 2.
Basato sul wrestling giapponese, il gioco presenta lottatori reali tra cui The Great Muta, Don Frye e Antonio Inoki.

## Sviluppo
All Star Pro-Wrestling è il secondo titolo pubblicato da Square per PlayStation 2, dopo Driving Emotion Type-S. Il gioco è stato mostrato al Tokyo Game Show 2000.
Il gioco ha ricevuto due seguiti: All Star Pro-Wrestling II (2001) e All Star Pro-Wrestling III (2003)

## Accoglienza
La rivista Famitsū ha valutato il gioco 31/40.